# Diversidad sexual en Vanuatu
Las personas del colectivo LGBT+ en Vanuatu se enfrentan a ciertos desafíos legales y sociales no experimentados por otros residentes. Las relaciones sexuales consensuales entre personas del mismo sexo nunca fueron penalizadas en Vanuatu.

## Legislación y derechos

### Despenalización de la homosexualidad
Poco después de convertirse en Estado independiente en 1980, Vanuatu promulgó su primer Código Penal (vigente en 1981), que no tipificaba como delito los actos sexuales entre personas del mismo sexo, pero fijaba la edad de consentimiento sexual en los 18 años para las relaciones homosexuales, mientras que para las relaciones heterosexuales estaba fijada a los 15.
La Ley de consolidación del Código Penal (2006) mantuvo la misma disposición en el artículo 99 pero en ese mismo año, la Ley de reforma al Código Penal (2006, en vigor en 2007) derogó el artículo 99 en su totalidad, lo que tuvo el efecto de Igualar la edad de consentimiento para todos los actos sexuales, fijándose a los 15 años.
No existe protección legal contra las formas de discriminación basadas en la orientación sexual o la identidad de género. Sin embargo, la sección 18.2 (f) de la Ley del Servicio de Educación establece la obligación de no discriminar en la contratación, promoción, desarrollo profesional y otros aspectos a sus empleados con base en sus preferencias sexuales.
En 2011, Vanuatu firmó la Declaración conjunta de los derechos LGBT de las Naciones Unidas para acabar con los actos de violencia y las violaciones de los derechos humanos relacionadas con la orientación sexual o la identidad de género, condenando así la violencia y la discriminación de las personas LGBT.

## Condiciones de vida
El Departamento de Estado de los Estados Unidos en su informe de 2016 sobre los Derechos Humanos informa de que "no hay leyes que criminalicen la orientación sexual o las relaciones sexuales entre personas del mismo sexo, pero existen casos documentados de discriminación y violencia contra personas LGBTI. Los grupos LGBTI funcionan libremente, pero no hay leyes antidiscriminatorias para protegerlos" 